# Aki Hakala
Aki Markus Juhani Hakala (ur. 28 października 1979 w Espoo) – perkusista zespołu The Rasmus. Dołączył do zespołu w 1999, przedtem podczas koncertów sprzedawał gadżety The Rasmus.

## Dyskografia
The Rasmus
- Into (2001)
- Dead Letters (2003)
- Live Letters (2004, DVD)
- Hide from the Sun (2005)
- Black Roses (2008)
- Best of 2001–2009 (2009)